# Mozambique
Mozambique – piosenka skomponowana przez Boba Dylana, nagrana przez niego w lipcu 1975, wydana na albumie Desire w styczniu 1976.

## Geneza utworu
Utwór ten został nagrany w Studio E Columbia Recording Studios w Nowym Jorku, 30 lipca 1975 r. Była to czwarta sesja nagraniowa tego albumu. Producentem jej był Don DeVito. Utwór ten ukazał się także jako singel.
Jest to niewątpliwie najbłahsza ze wszystkich piosenek albumu oraz najbardziej rozrywkowa i taneczna, dlatego sprawia wrażenie jakby nie pasowała do dość dramatycznego wydźwięku całej płyty. Ponieważ utwór ten powstał w okresie politycznej rewolty powstałej w wyniku odzyskania niepodległości (była to kolonia portugalska) w tym kraju leżącym na południowo-wschodnim wybrzeżu Afryki, doszukiwano się w tekście jakiś politycznych podtekstów, których jednak nie ma.
Utwór ten, zapewne z powodu jego lekkiego, wakacyjnego tonu, sprawdzał się zawsze na koncertach. Został wydany na koncertowym telewizyjnym filmie „Hard Rain” z drugiej tury Rolling Thunder Revue, jednak film ten jest dostępny tylko jako bootleg.

## Muzycy
Sesja 4
- Bob Dylan – gitara, wokal
- Scarlet Rivera – skrzypce
- Sheena Seidenberg – tamburyn, kongi
- Rob Rothstein – gitara basowa
- Howie Wyeth – perkusja

## Dyskografia
Singel
- „Mozambique”/„Oh, Sister” (1976)

Albumy
- Desire (1976)

## Listy przebojów
| Rok  | Singel       | Lista             | Pozycja |
| ---- | ------------ | ----------------- | ------- |
| 1976 | „Mozambique” | Billboard Hot 100 | 54      |